# 肯特·沃克

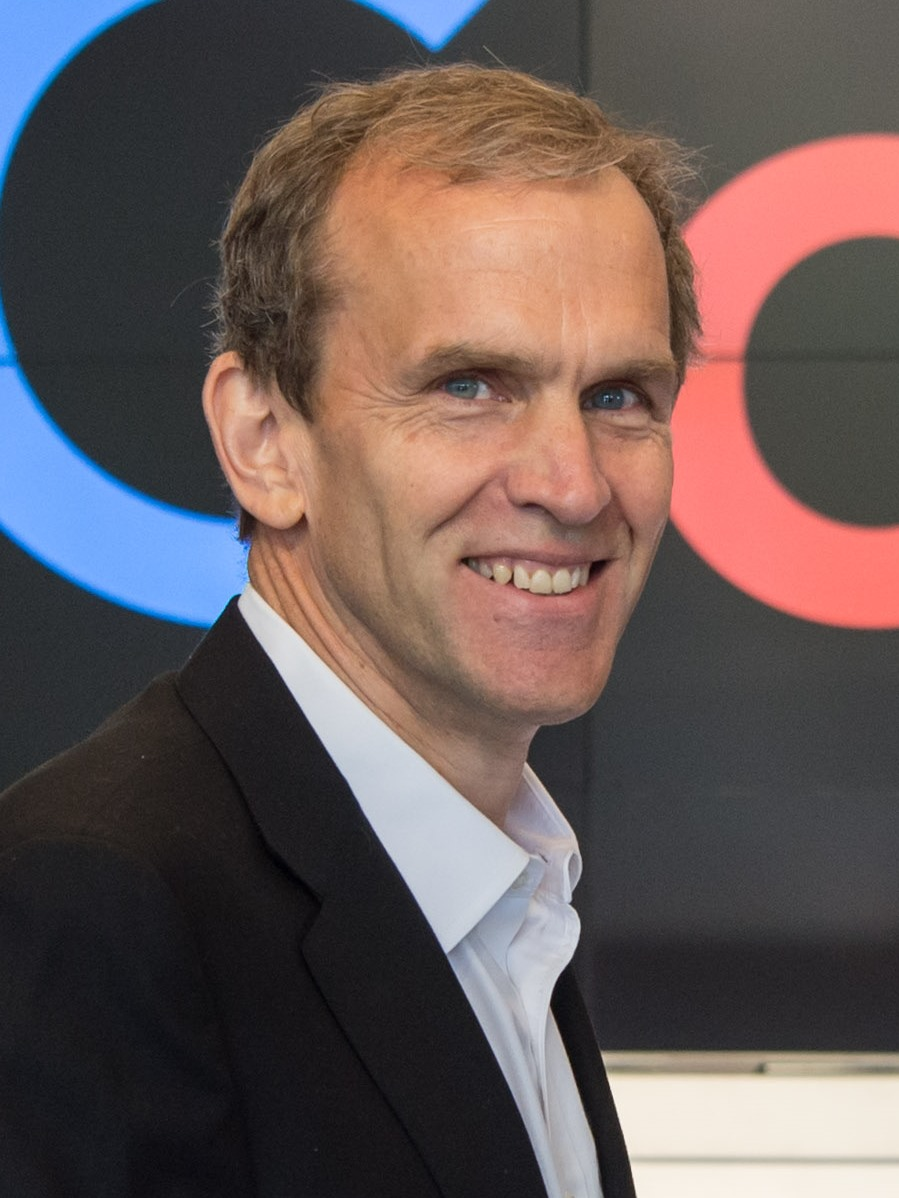
肯特·沃克 (2017)

肯特·沃克（英語：Kent Walker）目前担任Google全球事务高级副总裁兼首席法律官。他为Google董事会和管理层就法律和政策问题，与世界各地政府的合作，有关各种服务内容的政策，及其慈善事业提供建议。 

## 生平
沃克毕业于哈佛大学和斯坦福法学院。加入Google之前，沃克曾在多家技术公司工作，包括eBay，网景，美国在线和Airtouch Communications。在他的职业生涯开始之初，他是一名律师，专门研究政府和公法问题。他曾在美国司法部担任助理美国检察官，并在技术政策问题上为美国总检察长提供建议。 
他目前在哈佛大学监督者委员会（Harvard Board of Overseers）和Heartflow董事会中任职，为Mercy Corps社会风险基金提供咨询服务，并且是对外关系委员会的成员。 